# Viborg és Nyslott megye
Viborg és Nyslott megye (Viborgs och Nyslotts län, Viipurin ja Savonlinnan lääni) Svédország egyik megyéje volt 1634 és 1721 között, amikor a nystadi béke értelmében Viborgot Oroszországhoz csatolták. A megmaradt területeket Kymmenegårds és Nyslott megyé-nek nevezték át. Ezeket később (1743) ugyancsak Oroszországnak adták át. 1812-ben ezeket a területeket a Finn Nagyhercegséghez csatolták, mint Viborg megye (Viborgs län, Viipurin lääni).
A nöteborgi béke után (1323), különösen a kalmari unió (1397–1521) alatt a viborgi kormányzók sajátságos autonómiával rendelkeztek.
A második világháború után a Szovjetunió elfoglalta legnagyobb részét ezeknek a területeknek és a maradékot átnevezték Kymi tartomány-nak. Az 1997-i reform után Dél-Finnország tartományához csatolták.

## Lásd még
- Karélia
- Viborg (Oroszország)